# Benjamín Galindo
Benjamín Galindo Marentes (11 de desembre de 1960) és un exfutbolista mexicà.

## Selecció de Mèxic
Va formar part de l'equip mexicà a la Copa del Món de 1994.